# مطار فيصل آباد الدولي
مطار فيصل آباد الدولي (بالأردوية: فیصل آباد بین الاقوامی ہوائی اڈا)‏(إياتا: LYP، إيكاو: OPFA) هو مطار يخدم مدينة فيصل آباد في باكستان.

## شركات الطيران
| شركـات طيـران                     | الوجهات                                             |
| --------------------------------- | --------------------------------------------------- |
| العربية للطيران                   | مطار أبو ظبي الدولي، مطار الشارقة الدولي            |
| فلاي دبي                          | مطار دبي الدولي                                     |
| طيران الخليج                      | مطار البحرين الدولي                                 |
| الخطوط الجوية الدولية الباكستانية | مطار دبي الدولي، مطار جناح الدولي، مطار مسقط الدولي |